# Rhagada elachystoma
Rhagada elachystoma är en snäckart som beskrevs av von Martens 1878. Rhagada elachystoma ingår i släktet Rhagada och familjen Camaenidae. Inga underarter finns listade i Catalogue of Life.